# Егендурдыев, Пирджан
Пирджан Егендурдыев (туркм. Pirjan Ýegendurdyýew; 1916 год, аул Хомай, Хивинское ханство — дата смерти неизвестна) — туркменский советский партийный и государственный деятель, первый секретарь Ильялинского райкома Компартии Туркменистана, Туркменская ССР. Герой Социалистического Труда (1957). Депутат Верховного Совета Туркменской ССР 3-5 созывов.

## Биография
Родился в 1916 году в крестьянской семье в ауле Хомай Хивинского ханства (в советское время — на территории Калининского района Ташаузской области, ныне — Болдумсазский этрап).
Окончил местную сельскую школу и позднее — Ташаузский учительский институт.
С 1939 года — на административной работе в комсомольской организации, секретарь Ташаузского окружкома, секретарь по агитации и пропаганде обкома ЛКСМ Туркменистана, первый секретарь Ташаузского обкома ЛКСМ Туркменистана. В 1940 году вступил в ВКП(б).
В послевоенные годы — первый секретарь Калининского райкома Компартии Туркменистана. После окончания партийной школы при ЦК Компартии Туркменистана в Ашхабаде — первый секретарь Ташаузского райкома Компартии Туркменистана, председатель Ташаузского облисполкома. В последующие годы обучался в партийной школе при ЦК ВКП(б) в Москве, по окончании которой был назначен первым секретарём Ильялинского райкома Компартии Туркменистана.
Будучи партийным работником, занимался развитием сельского хозяйства в Ильялинском районе. При его руководстве колхозы имени Ленина (председатель — Бетчи Бабаев), имени Тельмана (председатель — Джаппар Суханов), имени Сталина (председатель — Гельды Ковлиев) ежегодно перевыполняли план по хлопководству и другим видам сельскохозяйственных продуктов. Указом Президиума Верховного Совета СССР от 14 февраля 1957 года удостоен звания Героя Социалистического Труда за «выдающиеся успехи в деле развития советского хлопководства, широкое применение достижений науки и передового опыта в возделывании хлопчатника и получение высоких и устойчивых урожаев хлопка-сырца» с вручением ордена Ленина и золотой медали «Серп и Молот» (№ 7085).
С 1965 года — первый секретарь Тельманского райкома Компартии Туркменистана, заведующий отделом народного образования Калининского района. В последующие годы до выхода на пенсию в 1974 году — директор средней школы в посёлке Калинин (сегодня — Болдумсаз).
Избирался депутатом Верховного Совета Туркменской ССР 3-го, 4-го и 5-го созывов.
Умер после 1982 года.
Награды
- Герой Социалистического Труда
- Орден Ленина
- Орден Трудового Красного Знамени (28.01.1950)
- Медаль «За трудовую доблесть» (16.03.1965)